# Leeds United Association Football Club 1968-1969
Questa voce raccoglie le informazioni riguardanti il Leeds United Association Football Club nelle competizioni ufficiali della stagione 1968-1969.

## Stagione
Con il dichiarato obiettivo di vincere la First Division, durante la stagione il Leeds rimase costantemente in vetta al campionato stabilendo diversi record sia per la competizione sia per la squadra. Il 12 febbraio, grazie a una vittoria contro l'Ipswich Town, i Peacocks sorpassarono definitivamente il Liverpool per poi prendere il largo e assicurarsi il titolo pareggiando a reti bianche lo scontro diretto in programma ad Anfield il 28 aprile.
Nelle coppe i Whites non furono in grado di difendere né la Coppa di Lega, in cui vennero eliminati al quarto turno dal Crystal Palace, né la Coppa delle Fiere dove uscirono ai quarti di finale per effetto di una doppia sconfitta contro l'Újpest. Si concluse ai primi turni anche la presenza del Leeds in FA Cup, dove vennero sconfitti dallo Sheffield Weds dopo ripetizione.

## Maglie e sponsor
Il produttore delle divise utilizzate nella stagione 1968-1969 è Umbro..
| Manica sinistra · Maglietta · Manica destra · Pantaloncini · Calzettoni |

## Rosa
| N. |                        | Ruolo | Calciatore    |
| -- | ---------------------- | ----- | ------------- |
|    | Scozia (bandiera)      | P     | David Harvey  |
|    | Galles (bandiera)      | P     | Gary Sprake   |
|    | Inghilterra (bandiera) | D     | Paul Reaney   |
|    | Inghilterra (bandiera) | D     | Jack Charlton |
|    | Inghilterra (bandiera) | D     | Terry Cooper  |
|    | Inghilterra (bandiera) | D     | Nigel Davey   |
|    | Inghilterra (bandiera) | D     | Norman Hunter |
|    | Inghilterra (bandiera) | D     | Paul Madeley  |
|    | Inghilterra (bandiera) | C     | Mick Bates    |
|    | Inghilterra (bandiera) | C     | Rod Belfitt   |
|    | Scozia (bandiera)      | C     | Billy Bremner |

| N. |                        | Ruolo | Calciatore        |
| -- | ---------------------- | ----- | ----------------- |
|    | Irlanda (bandiera)     | C     | Johnny Giles      |
|    | Inghilterra (bandiera) | C     | Jimmy Greenhoff   |
|    | Inghilterra (bandiera) | C     | Terry Hibbitt     |
|    | Scozia (bandiera)      | C     | Jimmy Lumsden     |
|    | Galles (bandiera)      | C     | Terry Yorath      |
|    | Scozia (bandiera)      | A     | Eddie Gray        |
|    | Sudafrica (bandiera)   | A     | Albert Johanneson |
|    | Inghilterra (bandiera) | A     | Mick Jones        |
|    | Scozia (bandiera)      | A     | Peter Lorimer     |
|    | Inghilterra (bandiera) | A     | Michael O'Grady   |
|    | Inghilterra (bandiera) | A     | Willie Waddell    |

## Risultati

### Coppa delle Fiere
| Liegi 18 settembre 1968 Trentaduesimi di finale - Andata | Standard Liegi | 0 – 0 referto | Leeds Utd | Sclessin Stadion (35 000 spett.)\| Arbitro: \| Kunze \| |
| Arbitro:                                                 | Kunze          |               |           |                                                         |

| Arbitro: | Michaelsen |

|                                      |           |                        |
| Charlton 52’ Lorimer 75’ Bremner 88’ | Marcatori | 44’ Kostedde 50’ Galić |

| Arbitro: | Schiller |

|                   |           |  |
| Charlton 23’, 25’ | Marcatori |  |

| Arbitro: | Glöckner |

|                             |           |  |
| Sala 14’ Juliano 83’ (rig.) | Marcatori |  |

| Arbitro: | Bueno Perales |

|                                                     |           |                 |
| O'Grady 4’ Hunter 35’ Lorimer 52’, 64’ Charlton 62’ | Marcatori | 86’ Hellingrath |

| Arbitro: | Dorpmans |

|              |           |                      |
| Heynckes 85’ | Marcatori | 5’ Belfitt 16’ Jones |

| Arbitro: | Héliès |

|  |           |           |
|  | Marcatori | 71’ Dunai |

| Arbitro: | Siebert |

|                              |           |  |
| Solymosi 63’ (rig.) Bene 75’ | Marcatori |  |

## Statistiche

### Andamento in campionato
Luogo, risultato e posizione seguono l'ordine ufficiale delle giornate.
| Giornata  | 1 | 2 | 3 | 4 | 5 | 6 | 7 | 8 | 9 | 10 | 11 | 12 | 13 | 14 | 15 | 16 | 17 | 18 | 19 | 20 | 21 | 22 | 23 | 24 | 25 | 26 | 27 | 28 | 29 | 30 | 31 | 32 | 33 | 34 | 35 | 36 | 37 | 38 | 39 | 40 | 41 | 42 |
| --------- | - | - | - | - | - | - | - | - | - | -- | -- | -- | -- | -- | -- | -- | -- | -- | -- | -- | -- | -- | -- | -- | -- | -- | -- | -- | -- | -- | -- | -- | -- | -- | -- | -- | -- | -- | -- | -- | -- | -- |
| Luogo     | T | C | C | T | T | C | C | C | T | C  | T  | T  | T  | C  | T  | C  | T  | C  | T  | C  | T  | C  | T  | C  | C  | T  | C  | T  | C  | C  | T  | C  | T  | C  | T  | T  | C  | C  | T  | T  | T  | C  |
| Risultato | V | V | V | V | V | N | V | V | N | V  | P  | V  | V  | V  | P  | V  | N  | N  | V  | V  | N  | V  | N  | V  | V  | N  | V  | N  | V  | V  | N  | V  | V  | V  | N  | N  | V  | V  | V  | V  | N  | V  |
| Posizione | 1 | 1 | 1 | 1 | 1 | 1 | 1 | 1 | 1 | 1  | 1  | 1  | 1  | 1  | 1  | 1  | 1  | 1  | 1  | 1  | 2  | 2  | 1  | 1  | 1  | 1  | 1  | 1  | 1  | 1  | 1  | 1  | 1  | 1  | 1  | 1  | 1  | 1  | 1  | 1  | 1  | 1  |

Fonte:  Premier League 1968/1969 » Schedule, su worldfootball.net.
Legenda:

Luogo: C = Casa; T = Trasferta. Risultato: V = Vittoria; N = Pareggio; P = Sconfitta.